# Bad Tölz
Bad Tölz és una ciutat d'Alemanya, capital del districte de Bad Tölz-Wolfratshausen, en la regió administrativa d'Oberbayern, estat de Baviera. La ciutat disposa d'un Balneari molt conegut a Alemanya.
Bad Tölz és en la vall del riu Isar (en alemany: Isartal), a l'entrada de l'anomenat Isarwinkel (angle de l'Isar). La ciutat és localitzada a 50 km al sud de Múnic. Limita al sud amb els municipis de Gaißach, Wackersberg, Lenggries; al nord amb Königsdorf, Sachsenkam, Dietramszell, Geretsried; a l'est amb Greiling, Reichersbeuern, Waakirchen; i a l'oest amb Bad Heilbrunn.
El 1331 la població de Tölz va rebre el dret a establir un mercat per part de l'Emperador Lluis IV de Baviera. En 1453 un gran incendi destrueix la Marktstraßi (carrer principal), església i fortificació. En 1845 es van descobrir les fonts de iode en la muntanya Sauersberg. El 22 de juny de 1899 Tölz rep el títol de Bad (concedit a la població amb estada termal).